# Me before you (película de 2016)
Me Before You (Yo antes de ti en Hispanoamérica; Antes de ti en España), es una película de drama romántico del año 2016, de coproducción entre Reino Unido y Estados Unidos, dirigida por Thea Sharrock en su debut como directora y adaptada por la autora inglesa Jojo Moyes de su  novela del mismo nombre de 2012. La película está protagonizada por Emilia Clarke, Sam Claflin, Jenna Coleman, Charles Dance, Matthew Lewis, Janet McTeer, Vanessa Kirby, Joanna Lumley y Steve Peacocke.
Ambientada en el Reino Unido, la película se rueda en varios lugares históricos de todo el país, incluido el Castillo de Pembroke en Gales, y Chenies Manor House en Buckinghamshire, Inglaterra. La película fue lanzada el 3 de marzo de 2016 en los Estados Unidos, recibió críticas mixtas y recaudó $208 millones en todo el mundo.

## Argumento
Louisa "Lou" Clark (Emilia Clarke) es una entusiasta, parlanchina, ingenua y alegre veinteañera que jamás ha salido de su pueblo, y que debe buscar urgentemente un trabajo para mantener a su familia. En su camino se cruza con Will Traynor (Sam Claflin), un exitoso hombre de negocios que gusta del deporte de riesgo que también creció en el mismo pueblo, quien tras sufrir un accidente de tránsito queda tetrapléjico en una silla de ruedas. Debido a su condición, este ex aventurero ha caído en una profunda amargura y depresión, por lo que está decidido a quitarse la vida por medio del suicidio asistido. 
El trabajo de Lou será cuidar y animar a Will, en el que se empleará a fondo, decidida a evitar el desenlace que tanto ella como su familia y la de Will temen. Lo que comenzó con hostilidad de parte de Will, se irá transformando en un emotivo sentimiento de amor. Pero hay algo que  ella no se espera: Will oculta un gran secreto que se llevaría al cabo en los seis meses que perdurara su trabajo.
Lou está decidida a hacerle cambiar de opinión, así que organiza toda una serie de excursiones para enseñarle lo valiosa que es la vida. 
Will le pregunta a Lou si a ella le gustaría acompañarle a la boda de su mejor amigo y su exnovia. Las excursiones continúan hasta que están completamente enamorados y en su viaje a Mauricio, Will le cuenta finalmente a Lou sus intenciones en Suiza. Con el corazón roto, Lou deja su trabajo cuidando a Will.
Días más tarde, el padre de Lou le convence para ver a Will, pero pronto descubre que él ya está en Suiza. Dispuesta a despedirse, finalmente se encuentra con él en su momento final.
Semanas después de la muerte de Will, Lou está sentada en un café de París leyendo una carta de Will. En ella, él le cuenta que le ha dejado dinero suficiente para estudiar y cumplir sus sueños, así como animarle a tener una vida plena y maravillosa.

## Elenco y personajes
- Emilia Clarke como Louisa "Lou" Clark.[4]
- Sam Claflin como William "Will" Traynor.[4]
- Jenna Coleman como Katrina "Treena" Clark.[5]
- Charles Dance como Steven Traynor.[5]
- Janet McTeer como Camilla Traynor.[6]
- Matthew Lewis como Patrick.[7]
- Brendan Coyle como Bernard Clark.[7]
- Vanessa Kirby como Alicia Dewares.[7]
- Ben Lloyd-Hughes[7] como Rupert Collins.
- Steve Peacocke como Nathan.
- Samantha Spiro[7] como Josephine "Josie" Clark.
- Joanna Lumley[8] como Mary Rawlinson.

## Producción
El 2 de abril de 2014, se anunció que Thea Sharrock dirigiría la película. El 2 de septiembre de 2014, Emilia Clarke y Sam Claflin fueron seleccionados como los protagonistas de la película. El 24 de marzo de 2015, fue seleccionado Stephen Peacocks para ser parte del reparto. El 2 de abril de 2015, Jenna Coleman y Charles Dance fueron  seleccionados como parte del elenco de la película. El 9 de abril de 2015, Janet McTeer se unió el reparto. El 10 de abril de 2015, Brendan Coyle, Matthew Lewis, Samantha Spiro, Vanessa Kirby y Ben Lloyd-Hughes se unieron al reparto. La fotografía principal empezó en abril de 2015, y acabó el 26 de junio de 2015.

## Lanzamiento
En julio de 2014, se anunció que la película sería estrenada el 21 de agosto de 2015, aunque luego, en mayo de 2015, su estreno fue pospuesto, indicando que la nueva fecha de presentación sería el 3 de junio de 2016. En noviembre de 2015, la fecha de estreno de la película fue movida hasta el 4 de marzo de 2016, antes de ser retrasado otra vez, a su anterior fecha de liberación, el 3 de junio de 2016.

## Recepción
Me Before You ha recibido reseñas mixtas por parte de la crítica y más positivas de parte de la audiencia. En Rotten Tomatoes, la película posee una aprobación de 57%, basada en 120 reseñas, con una puntuación de 5.6/10 por parte de la crítica, mientras que de parte de la audiencia tiene una aprobación de 79%. En Metacritic le ha dado a la película una puntuación de 51 de 100, basada en 36 críticas, indicando "reseñas mixtas". Las audiencias de CinemaScore le han dado una puntuación de "A" en una escala de A+ a F.

## Banda sonora
| Canción                            | Cantante / Grupo                                          | Escrito                                                                   |
| ---------------------------------- | --------------------------------------------------------- | ------------------------------------------------------------------------- |
| Numb                               | Max Jury                                                  | Max Jury & Dean Josiah                                                    |
| Run                                | Amigaman                                                  | Oliver Bagnall                                                            |
| Fire                               | Obsession                                                 | Alexander Reid, Lee McCutcheon & Harry Turner                             |
| New Coke                           | Health                                                    | Lars Stalfors, John Famiglietti, Jake Duzsik, Jupiter Keyes & B.J. Miller |
| Happy with Me                      | Holychild                                                 | Louis Diller & Liz Nistico                                                |
| James Bond Theme from Dr. No       | The City of Prague Philharmonic Orchestra                 | Monty Norman                                                              |
| Unsteady (Erich Lee Gravity Remix) | X Ambassadors                                             | Alex da Kid, Sam Harris, Noah Feldshuh, Casey Harris & Adam Levin         |
| Big Man                            | Saul Milton, William Kennard, Liam Bailey & Holly Simpson | Chase & Status feat. Liam Bailey                                          |
| Till the End                       | Jessie Ware                                               | Jessie Ware, Sacha Skarbek, Jamie Scott & David Okumu                     |
| The Sound                          | The 1975                                                  | George Daniel, Matthew Healy, Adam Hann & Ross Macdonald                  |
| Thinking Out Loud                  | Ed Sheeran                                                | Ed Sheeran & Amy Wadge                                                    |
| Surprise Yourself                  | Jack Garratt                                              | Jack Garratt                                                              |
| Don't Forget About Me              | The Cloves                                                | Kaity Dunstan & Ian Barter                                                |
| Photograph                         | Ed Sheeran                                                | Ed Sheeran & John McDaid                                                  |
| Not Today                          | Imagine Dragons                                           | Dan Reynolds, Wayne Sermon, Ben McKee, Daniel Platzman & Mike Daly        |